# یعقوب براجعه
یعقوب براجعه (زادهٔ ۶ بهمن ۱۳۸۴) بازیکن فوتبال اهل ایران است که در پست دفاع راست و وینگر راست برای تیم ملی فوتبال جوانان ایران و باشگاه فوتبال پرسپولیس در لیگ برتر خلیج فارس بازی می‌کند.
وی سابقه گلزنی به تیم ملی فوتبال زیر ۱۷ سال برزیل در تورنمنت جام جهانی فوتبال زیر ۱۷ سال ۲۰۲۳ را دارد.
وی در زمان بازی در مسابقات محلات کاشان توسط استعدادیاب‌های آکادمی فوتبال مهدی مهدوی‌کیا شناسایی و فوتبال حرفه‌ای خود را آغار کرد.

## دوران باشگاهی

### پرسپولیس
وی در ۴ مرداد ۱۴۰۳ با امضای قراردادی ۴ ساله به تیم فوتبال پرسپولیس پیوست.

## آمار باشگاهی
تا تاریخ ۲۵ اردیبهشت ۱۴۰۴
| باشگاه         | دسته           | فصل            | لیگ  | لیگ | جام حذفی | جام حذفی | آسیا | آسیا | سوپر جام | سوپر جام | مجموع | مجموع |
| باشگاه         | دسته           | فصل            | بازی | گل  | بازی     | گل       | بازی | گل   | بازی     | گل       | بازی  | گل    |
| -------------- | -------------- | -------------- | ---- | --- | -------- | -------- | ---- | ---- | -------- | -------- | ----- | ----- |
| پرسپولیس       | لیگ برتر       | ۰۴–۱۴۰۳        | ۱۱   | ۱   | ۱        | ۰        | ۱    | ۰    | ۰        | ۰        | ۱۳    | ۱     |
| مجموع پرسپولیس | مجموع پرسپولیس | مجموع پرسپولیس | ۱۱   | ۱   | ۱        | ۰        | ۱    | ۰    | ۰        | ۰        | ۱۳    | ۱     |
| مجموع آمار     | مجموع آمار     | مجموع آمار     | ۱۱   | ۱   | ۱        | ۰        | ۱    | ۰    | ۰        | ۰        | ۱۳    | ۱     |

## دوران ملی

### تیم ملی فوتبال نوجوانان ایران
یعقوب براجعه در سال ۲۰۲۳ با نظر حسین عبدی سرمربی تیم ملی فوتبال نوجوانان ایران ملی پوش شد
و در جام ملت‌های زیر ۱۷ سال آسیا و جام جهانی زیر ۱۷ سال ۲۰۲۳ بازی کرد.
او در بازی ایران و برزیل در مراحل گروهی جام جهانی زیر ۱۷ سال ۲۰۲۳ گل اول تیم ملی فوتبال نوجوانان ایران به ثمر رساند.